# Canoparmelia aptata
Canoparmelia aptata är en lavart som först beskrevs av August von Krempelhuber och som fick sitt nu gällande namn av John Alan Elix och Mason Ellsworth Hale. 
Canoparmelia aptata ingår i släktet Canoparmelia och familjen Parmeliaceae. Inga underarter finns listade i Catalogue of Life.